# Ghilini
(Carlo A-Valle, Storia di Alessandria, volume IV, Libro VI, pagine 348 e 349)
La famiglia patrizia dei Ghilini è stata una tra le più antiche della città di Alessandria. Secondo la tradizione i Ghilini si trasferirono da Milano quando Alessandria venne fondata nel 1168 dalla Lega Lombarda come fronte estremo contro Federico Barbarossa. Più verosimilmente i Ghilini provengono da un ramo dei Signori di Marengo e Sezzè e dunque radicati sul territorio. Resta sicuro in ogni caso che la famiglia Ghilini fu tra le artefici della fazione guelfa, insieme ad altri casati, della fondazione di Alessandria.
Appartenenti al ceto decurionale, furono una delle otto famiglie di Alessandria con il diritto di custodire la chiave dell'arca, conservata nell'antica Cattedrale di San Pietro demolita per ordine di Napoleone tra il febbraio e il luglio del 1803, che custodiva le reliquie della Santa Croce e della Sacra Spina. Con il passare dei secoli acquisirono diversi titoli e feudi: sono stati marchesi di Maranzana, Sezzè e Gamalero, conti di Rivalta, Pavone e Asuni, conti dell'Impero, signori di Borgoratto, Castelceriolo e Movarone.

## Storia

### La genesi della famiglia
Due sono le versioni sull'origine storica e geografica della famiglia. Lo storico locale Carlo A-Valle definisce la famiglia Ghilini come "una delle più antiche, delle più nobili e delle più feconde d'uomini egregi in ogni genere". Identica tesi viene supportata dall'annalista Gerolamo Ghilini anche se va detto che la sua ricostruzione venne giudicata "mirabilante e favolosa" tesa a "magnificare le origini della propria gente". Il Ghilini sosterrebbe che Carlo Magno nel 773, una volta sconfitto Desiderio e conquistato Pavia, lasciò un suo luogotenente il quale - rappacificata l'Italia e stabilendosi poi a Milano - avrebbe sposato una ricca dama della città. Il luogotenente sarebbe stato il generale Lodovico duca di Ghienna da cui sarebbe discesa la gens ghilinia. I figli del duca si sarebbe chiamati prima Ghieni, poi Ghiini ed infine Ghilini. Un pro-memoria, conservato presso l'Archivio di Stato di Milano, descrive che "il nome «Ghilini» venne nell'idioma latino scritto nei vari secoli tramandati in diverse maniere, e primeriamente con due sillabe «Ghinus», poi con tre «Ghijnus», e successivamente «Ghiglinus», ed ultimamente «Ghilinus»". Con successivi possedimenti della famiglia, specialmente nell'agro alessandrino, i discendenti del duca sarebbero stati incaricati di sovrintendere da Milano alla nuova città di Alessandria, stabilendosi nel quartiere di Marengo della Frascheta.
Altri due storici concordano con l'origine milanese della famiglia senza però spingersi oltre i probabili fantasiosi slanci carolingi di Girolamo Ghilini. Giovan Battista di Crollalanza dichiara "la famiglia Ghilini si sarebbe trapiantata in Alessandria fin dal tempo della fabbricazione della Città"; Pompeo Litta Biumi, scrupoloso nelle conferme delle sue ricerche, attesta che "[...]quando i Milanesi, che professavano il partito guelfo, si determinarono nel 1168 di erigere nel luogo, ove tra il Tanaro e Bormida sorgeva il castello di Roboreto una città che fosse bastantemente vasta e forte e per far fronte a' pavesi e a' marchesi di Monferrato, ch'erano ghibellini, vollero che i loro seguaci si recassero a popolarla. Tra le famiglie, che andarono a soggiornare nella città eretta dalla Lega Lombarda contro la prepotenza di Federico Barbarossa vi fu quella de' Ghilini.[...]". Il Litta prosegue asserendo che "negli annali milanesi è ignoto questo cognome, ma nel suolo dell'edificazione d'Alessandria i cognomi non erano ancora universalmente stabiliti. Però ci dà per sicura questa notizia, e poiché i Ghilini sono infallibilmente menzionati nelle carte più antiche d'Alessandria, sarà molto più ragionevole il credere che fosse una famiglia venuta da Milano a popolare la nuova terra, che il riputarla derivata da un condottiere, che accompagnò Carlo Magno nell'VIII secolo nell'impresa contro i Longobardi.".
Una seconda versione sulle origini dei Ghilini è sostenuta invece da altri due storici locali, anch'essi attenti e scrupolosi nella certezza delle fonti: Francesco Guasco di Bisio e Francesco Gasparolo. Secondo loro la famiglia Ghilini, "siccome fu assodato in base ad autentici documenti come «Signori di Marengo» e di «Sezzè»", sarebbe saldamente ancorata nelle terre dell'alessandrino. In questo caso il capostipite risalirebbe ad Aimone III, conte di Vercelli della metà del IX secolo, discendente di un Manfredo sceso in Italia al seguito del re austrasiano Teodeberto che morì il 12 giugno 539 a Galliano nei pressi di Cantù. Francesco Guasco di Bisio pensa quindi che i Ghilini non provenissero da Milano ma fossero già residenti nella vasta regione della Fraschetta e di Marengo. Solo successivamente si sarebbero tutti trasferiti nella nuova città appena fondata per popolarla e dando così vita al quartiere di Marengo.

### XII-XIII secolo

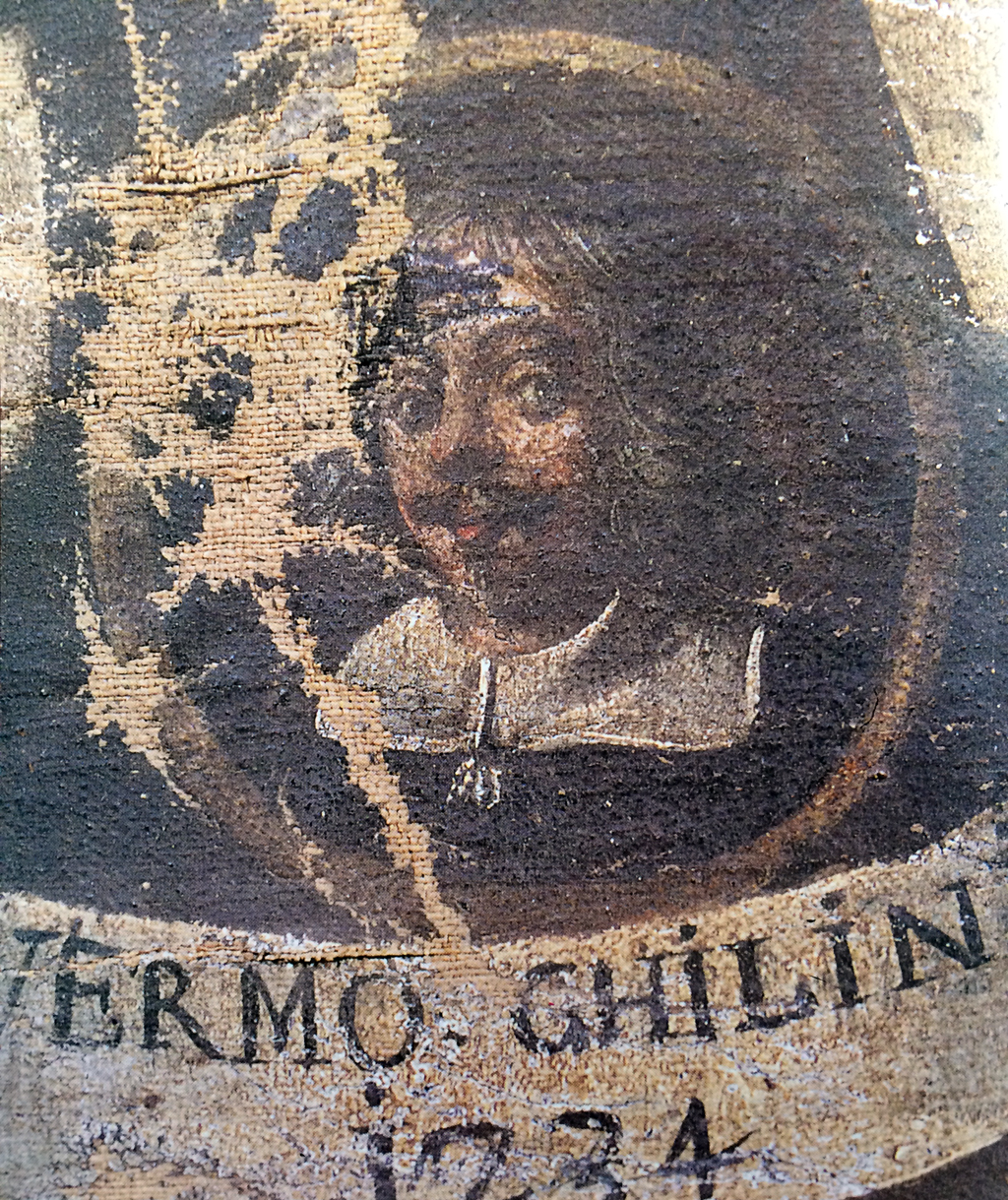
Vermo Ghilini
(† 1253)

Il primo nome legato ai Ghilini di cui si hanno comunque notizie certe, a prescindere dalla loro origine, è quello di Gherardo il quale è presente negli atti di fondazione della città di Alessandria nel 1168. In seguito, nel 1229, ci sono notizie del figlio Vermo († 1253), o Guglielmo, unito alla fazione guelfa e presente tra le famiglie della nobiltà con diritto di essere parte del consiglio degli anziani. Con tale carica ratificò, nel 1234, il trattato di alleanza tra Alessandria e Acqui. Ancora nel 1280 il figlio di Vermo, Giovanni († 1289), capitano delle milizie di Alessandria fu inviato in aiuto di Ottone Visconti, arcivescovo di Milano, contro i Torriani.

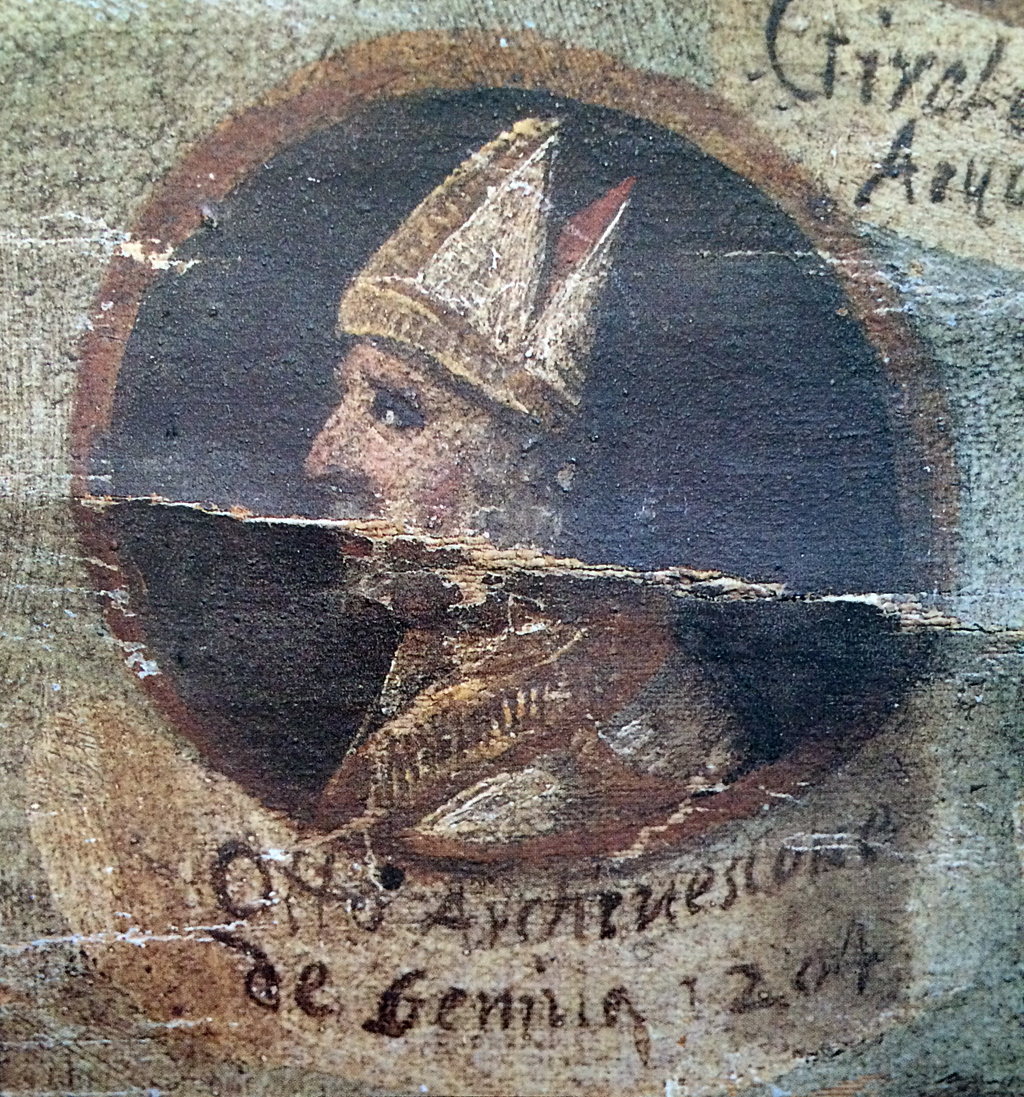
Ottone Ghilini
(† 1239)

Un altro figlio, o fratello, di Gherardo - Ottone - probabilmente venne nominato secondo vescovo di Alessandria il 1176 o il 1177 alla morte di Arduino. In seguito, nel 1185 fu vescovo di Bobbio e nel 1203 arcivescovo di Genova, incarico che mantenne fino alla sua morte avvenuta nel 1239. Su Ottone sono presenti versioni discordanti a proposito della cronologia degli eventi della sua vita. Secondo i due legati pontifici Opizzone e Buongiovanni, il vescovo Ottone non fu consacrato bensì nominato vescovo di Alessandria motivando questa convinzione per un "certo odio e scandalo nato dalla erezione del vescovato Alessandrino per l'assegnazione fatta al medesimo di molte chiese della diocesi di Acqui". Questo portò gli alessandrini nel 1180 a non essere più legati all'obbligo di obbedienza, e Ottone cessò "d'esser vescovo di Alessandria".
Pompeo Litta sostiene ugualmente la stessa tesi "non fu consacrato, anzi per le molte discussioni nate con gli altri Ordinarij in occasione della fondazione fatta nel 1175 del Vescovado di Alessandria, nel 1179 fu rimosso, avendo Alessandro III ordinato, che il Vescovo d'Acqui trasferisse la sua sede in Alessandria."
Francesco Guasco non prende in considerazione l'ipotesi che Ottone fosse stato nominato Vescovo di Alessandria, ma si limita a segnalare la sua elezione come Vescovo di Bobbio nel 1185 e il passaggio come arcivescovo della diocesi di Genova nel 1203. Con l'incarico all'arcivescovado genovese fu creato cardinale intervenendo nel 1214 al Concilio generale indetto da Innocenzo III.
Le discordanze cronologiche della vita di Ottone di cui si è poc'anzi discusso, sono relative a dubbi sull'eventualità che il vescovo eletto Ottone sia lo stesso divenuto cardinale a Genova. Se così fosse avrebbe dovuto avere 93 anni alla sua morte nel 1239, "età certamente rara, ma non impossibile in uom robusto". Secondo Pompeo Litta, in accordo con Francesco Guasco, "è verosimile che il Vescovo d'Alessandria e il Vescovo di Bobbio siano due personaggi differenti; si può concludere, che il primo non sia de' Ghilini ma lo sia il secondo".
Non ci sono dunque elementi sufficienti e certi per stabilire se Ottone, vescovo eletto di Alessandria, sia lo stesso vescovo di Bobbio e cardinale arcivescovo di Genova. Il Litta chiosa garbatamente affermando che "gli scrittori alessandrini forse per accrescere lo splendore della patria, lo asseriscono".

### XIV secolo
Tommaso († 1402), nipote di Gherardo I e maresciallo di Francia, che nell'estate del 1391 partecipò alla vittoria viscontea ad Alessandria contro il conte Giovanni III d'Armagnac. Cugino di Tommaso fu Andrea († 1343), cardinale nel 1342, "versato nella filosofia e teologia, espertissimo in legge". Uomo di fiducia di Filippo di Valois ebbe un incarico come legato pontificio presso Alfonso XI Re di Spagna e successivamente a Parigi dove diede vita al Collegio dei Lombardi nel 1334.

### XV secolo

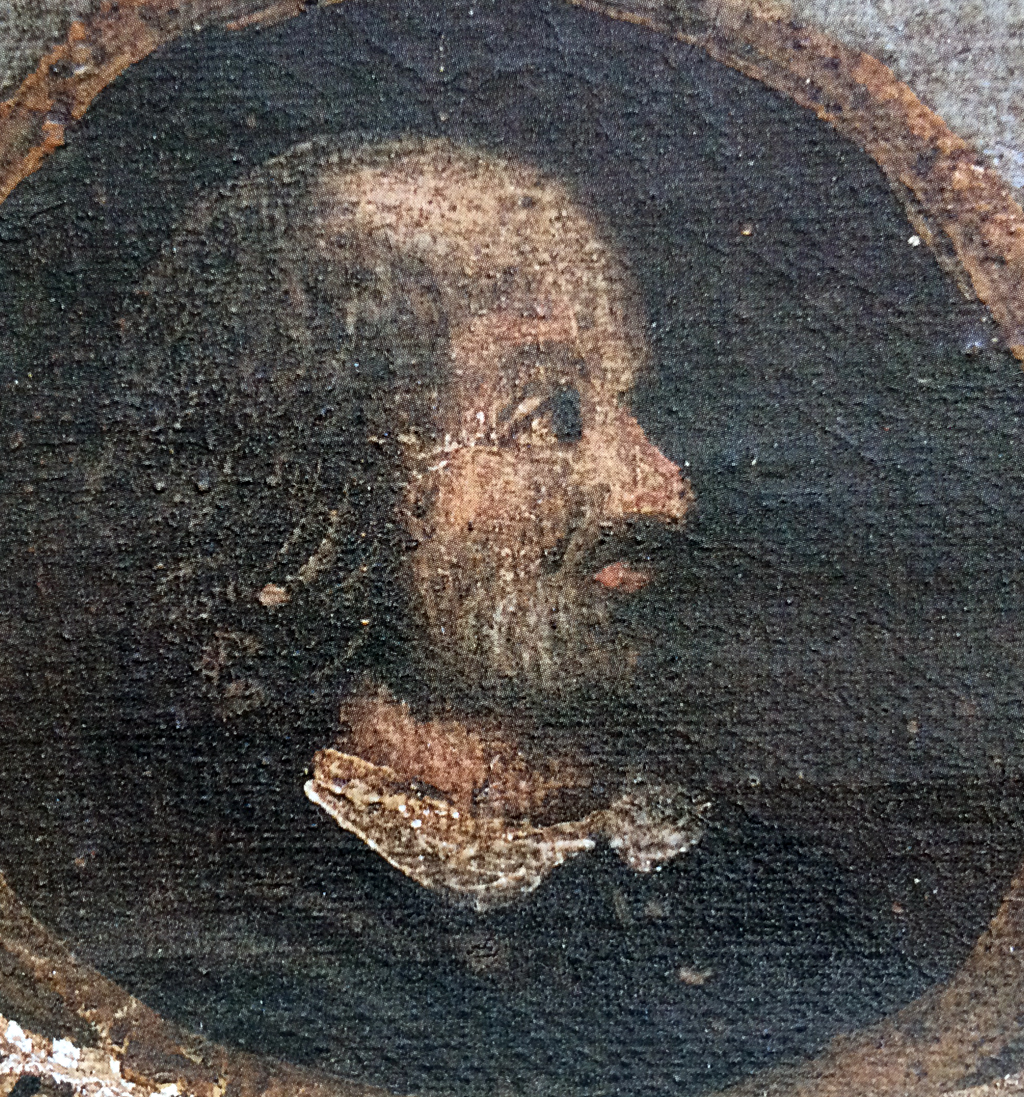
Simonino Ghilini
(† 1449)

Simonino († 1449), favorito di Filippo Maria Visconti, nacque ad Alessandria verso la fine del XIV secolo.
Facino Stefano Ghilini († 1472), figlio di Simonino, fu prima Abate della Basilica di Sant'Ambrogio di Milano e in seguito vescovo di Bobbio.
Biagio, († 1473), nipote di Simonino, fu anche lui Abate della Basilica di Sant'Ambrogio succedendo al cugino Facino Stefano.

### XVI secolo
Gian Giacomo († 1532), dotto letterato, ornamento della corte milanese, scrisse una storia degli ultimi giorni di Ludovico il Moro.
Suo figlio Camillo († 1535) fu ambasciatore sforzesco presso Carlo V.
Giuliano († 1531), gran signore, ospite sfarzoso di personaggi principeschi e Gianantonio (morto nel 1616), maggiordomo di Cristina di Danimarca, vedova del duca di Milano. fecero parte del ramo dei signori di Castelceriolo estintosi nel 1810.

### XVII secolo

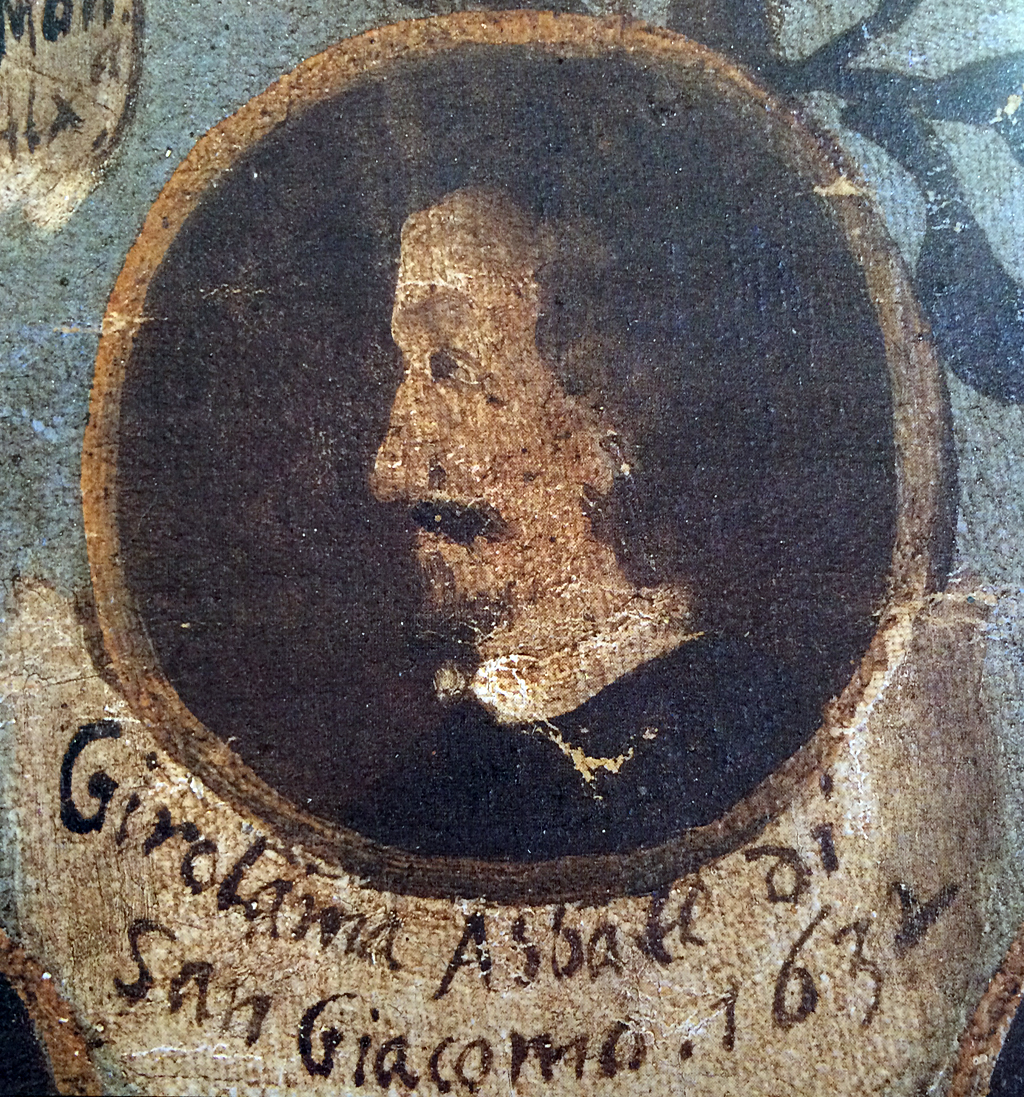
Gerolamo Ghilini
(1589-1668)

Girolamo (1589-1668), noto per il suo Teatro degli uomini letterati (Milano, 1636) e per gli Annali di Alessandria del 1666, fece parte di un ramo estintosi nel 1742.

### XVIII secolo
Vittorio Amedeo Giacomo Ottaviano (1714-1776), marchese di Maranzana, nacque all'indomani del Trattato di Utrecht che sancì il passaggio di Alessandria ai Savoia. Fu capitano di fiera e, con la piena fiducia di casa Savoia, entrò a far parte nel 1746 della Ragioneria, organo appena costituito al termine dell'assedio gallispano durante la Guerra di successione austriaca.
Nel XVIII secolo una figura preminente del casato fu sicuramente Tommaso Maria (1718-1787), arcivescovo di Rodi, nunzio apostolico a Bruxelles, elevato da Papa Pio VI alla dignità cardinalizia nel 1778. Fratello maggiore del cardinale fu Tommaso Ottaviano II, marchese di Maranzana, Gamalero e Sezzè e fautore della costruzione del sontuoso "Palazzo Ghilini", posto in affaccio su piazza della Libertà, progettato da Benedetto Alfieri.
Il marchese Ambrogio Maria (1757-1832), figlio ed erede universale di Vittorio Amedeo Giacomo Ottaviano, ebbe ruoli importanti durante il periodo napoleonico al termine del quale riprese il servizio militare nell'esercito sardo e fu comandante della divisione di Novara. Appassionato di botanica riorganizzò e ampliò il sontuoso parco-giardino di circa 11 ettari, presso la residenza estiva della famiglia, la Ghilina Grossa, a San Giuliano Nuovo di Alessandria. Con la sua morte, avvenuta il 15 dicembre, il ramo di appartenenza e l'intero casato si estinsero. Il suo corpo venne seppellito nella chiesa della Ghilina, e si conservano le inscrizioni che decorarono le sue esequie.

## Tavola genealogica
La tavola genealogica segue la linea dettata da Francesco Guasco di Bisio nel VI volume della sua opera citata in bibliografia, riconosciuta dagli storici essere la fonte più attendibile.

## Armoriale
Qui di seguito gli stemmi che distinsero i vari rami della famiglia Ghilini
| Stemma | Ramo e blasonatura                                                                                                |
| ------ | --- |
|        | Ghilini Titolo: Signori di Marengo e Sezzè Descrizione: D'azzurro, al leone d'argento, armato e linguato di rosso |

| Stemma | Ramo e blasonatura |
| ------ | --- |
|        | Ghilini Titolo: Marchesi di Maranzana, Gamalero e Sezzè, Conti di Rivalta Descrizione: D'azzurro, al leone coronato d'argento, armato e linguato di rosso |

| Stemma | Ramo e blasonatura |
| ------ | --- |
|        | Aribaldi-Ghilini Titolo: Descrizione: Di nero, a due fasce d'oro, ondate, con il capo di rosso, carico di due leoni d'oro, illeoparditi e affrontati, sostenuto d'oro, la fascia carica di quattro tortelli, di nero |

| Stemma | Ramo e blasonatura |
| ------ | --- |
|        | Ghilini-Pettenari Titolo: Descrizione: Partito, semitroncato, al 1° d'azzurro, al leone coronato d'argento, al 2° d'oro, all'aquila coronata, di nero, al 3° d'argento pieno, con la fascia di rosso, carica di due pettini d'argento, uno accanto all'altro, attraversante sulla troncatura |

## Feudi e possedimenti della famiglia

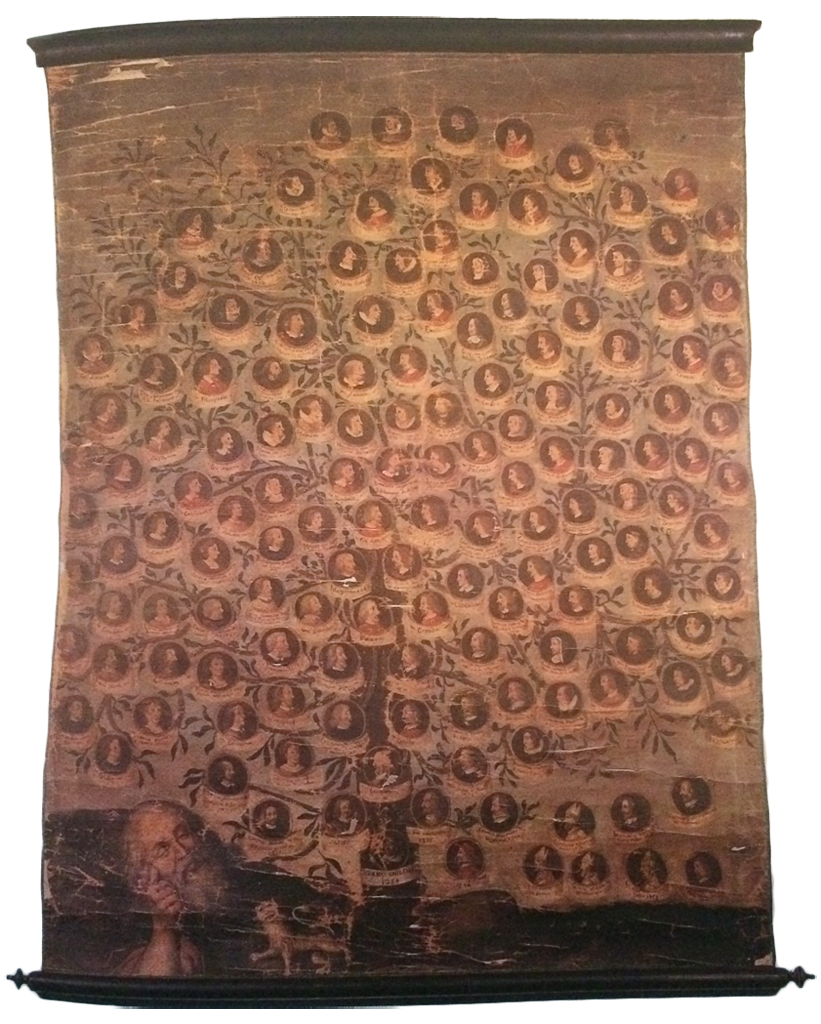
Albero genealogico della famiglia Ghilini dal secolo XII ai primi anni del secolo XVIII

- Feudi di Borgoratto e Gamalero

28 maggio 1438 - Filippo Maria Visconti dona a Simonino Ghilini, suo segretario favorito, i feudi di Gamalero e Borgoratto. Una confisca ne interrompe il possesso, verranno restituiti poi nel 1450.
6 aprile 1726 - Tommaso Ottaviano Antonio Domenico Maria Ghilini (1667-1748) definisce ed acquista il feudo di Gamalero (insieme a quello di Sezzadio) per 32.000 lire piemontesi.
- Feudo di Castelceriolo

1º febbraio 1439 - Alla morte di Cristoforo Ghilini (?-1439), segretario del duca di Milano, i figli ereditarono il possedimento di Castelceriolo grazie alla rilevante posizione raggiunta dal padre all'interno dell'amministrazione ducale.
- Feudo di Movarone e Possedimenti del "Bosco di San Giuliano"[A 7]

19 settembre 1494 - Ludovico il Moro, per i servigi offerti da Giovanni Giacomo Ghilini (?-1532) suo consigliere, donò il feudo di Movarone, nel pavese, e la Cascina Filippona - con tutte le masserie - nella Fraschetta di Alessandria.
26 febbraio 1613 - Ottaviano Ghilini (?-1613), alla sua morte, istituì la primogenitura in favore dei nipoti del luogo detto "La Ghilina" di San Giuliano nella Fraschetta.
- Feudo di Pavone (d'Alessandria)

1676 - Giovanni Battista Ghilini, figlio di Gerolamo (1589-1668), acquista il feudo di Pavone d'Alessandria.
6 maggio 1681 - Giovanni Battista Ghilini ebbe l'Investitura come Conte di Pavone.
- Feudo di Maranzana

1670 - Giacomo Ottaviano Francesco Ghilini (1619-1703) acquisisce il titolo marchionale sul feudo di Maranzana.
- Feudo di Sezzadio

6 aprile 1726 - Tommaso Ottaviano Antonio Domenico Maria Ghilini acquista il feudo di Sezzadio (insieme a quello di Gamalero) per 32.000 lire piemontesi.
- Feudo di Rivalta

2 maggio 1680 - Giacomo Ottaviano Francesco Ghilini acquista la contea di Rivalta Bormida per 62.000 lire milanesi.
- Feudo di Asuni - Michele Ghilini fu conte di Asuni il 10 ottobre 1749 per l'acquisto fatto da Fernando Marghens-Nin, Conte del Castillo. Vendette poi il feudo il 23 marzo 1753 al mercante Guglielmo Tauffani[F 16].

## Incarichi e mansioni

### Incarichi pubblici
- Giovanni Ghilini (XIII secolo) - capitano delle Milizie di Alessandria (1280)
- Andrea Ghilini (XIV secolo) - decurione di Alessandria
- Giovanni Ghilini (XIV secolo) - decurione di Alessandria (1377)
- Tommaso Ghilini (metà secolo XIV-1402) - governatore di Bergamo (1395)
- Giovanni Giacomo Ghilini (secolo XIV-XV) - giudice delle vettovaglie[A 11] (1413)
- Cristoforo Ghilini (seconda metà secolo XIV-1439) - decurione di Alessandria (1397), Capitano di Monza (1415), Segretario del duca di Milano (1434)
- Simonino Ghilini (fine secolo XIV - 1449) - segretario e consigliere di Stato del duca Filippo Maria Visconti
- Giovanni Nicolò Ghilini (XV secolo) - causidico a Ferrara
- Giuliano Ghilini (?-1474) - podestà di Pavia (1465)
- Camillo Ghilini (~1490-1535) - ambasciatore di Francesco II Sforza presso Carlo V
- Giovanni Tommaso Ghilini (?-1502) - decurione di Alessandria (1466), castellano di Caravaggio, podestà di Valenza (1496)
- Gian Giacomo Ghilini (?-1532) - segretario di Gian Galeazzo Maria Sforza, consigliere particolare di Ludovico il Moro
- Ghilino Ghilini (~1477-1559) - podestà di Finale Emilia (1506)
- Giovanni Giacomo Ghilini (?-1612) - podestà di Tortona (1582), podestà di Monza (1588), segretario del Senato di Milano (1593)
- Ottaviano Ghilini (?-1613) - consiglio dei giureconsulti di Alessandria (1585), oratore di Alessandria presso il governatorato e il Senato di Milano (1586), primo dei dodici priori di provvisione di Alessandria (1589), vicario del podestà di Pavia (1590)
- Tommaso Ghilini (1576-post 1630) - giureconsulto, auditore generale dello Stato di Piombino, protonotario apostolico
- Giovanni Ambrogio Ghilini (1577-1630) - decurione di Alessandria (1615)
- Lodovico Ghilini (1592-1660) - governatore di Nizza Monferrato
- Tommaso Ottaviano Antonio Domenico Maria (1667-1748) - decurione di Alessandria (1704)
- Ambrogio Giovanni Maria Ghilini (1716-1792) - governatore di Valenza, governatore di Casale Monferrato

### Docenti e letterati
- Pietro Ghilini (~secolo XV) - Professore di diritto all'Università di Pavia
- Gian Giacomo Ghilini (?-1532) - letterato
- Camillo Ghilini (~1490-1535) - letterato
- Girolamo Ghilini (1589-1668) - Practicabiles casum coscientiæ resolutiones (1636), Teatro d'huomini letterati (1647), Annali di Alessandria (1666)

### Cardinali
- Andrea Ghilini (fine XIII secolo-1343) - vescovo di Arras, vescovo di Tournai, cardinale (1342)
- Tommaso Maria Ghilini (1718-1787) - arcivescovo titolare di Rodi (1763), Nunzio apostolico nei Paesi Bassi austriaci (1763), cardinale (1778)

### Vescovi e Abbati
- Ottone Ghilini (?-1239) - vescovo di Alessandria (~1176-1178/~1180/1185), vescovo di Bobbio (1185-1203), arcivescovo di Genova (1203-1239)
- Facino Stefano Ghilini (?-1472) - abbate dell'Basilica di Sant'Ambrogio di Milano (1436-1437), vescovo di Bobbio (1465-1472)
- Biagio Ghilini (†1473) - abbate dell'Basilica di Sant'Ambrogio di Milano (1437-1441)
- Ghilino Ghilini (~1477-1559) - vescovo di Comacchio (1514-1559)

### Religiosi e religiose
- Anna Ghilini (XVI secolo) - monaca e badessa di santa Maria dell'Annunziata (sub titulo santa Monica), Alessandria
- Giuliano Ghilini (1580-1625) - frate cappuccino con il nome di Gabriele
- Cecilia Ghilini (secoli XVI e XVII) - badessa del convento di santa Chiara di Alessandria
- Laura Ghilini (secoli XVI e XVII) - monaca del convento di santa Chiara di Alessandria
- Anna Ghilini (1583-1630) - monaca del convento di san Martino, Monza
- Lucrezia Alciati[A 12] (?- ~1590) - monaca di santa Maria del Monte, Milano
- Lodovica Ghilini (1574-1624) - monaca e badessa del convento di san Martino, Monza
- Marianna Francesca Ghilini (?-1769 - badessa suore Agostiniane, Alessandria

### Uomini d'arme
- Tommaso Ghilini (metà secolo XIV-1402) - maresciallo del Regno[A 13] (1385)
- Giovanni Ambrogio Ghilini (1577-1630) - capitano di fanteria dell'esercito spagnolo
- Lodovico Ghilini (1592-1660) - capitano di fanteria dell'esercito spagnolo
- Giacomo Antonio Ghilini (XVII secolo) - capitano di fanteria in servizio nell'esercito lombardo[1]
- Giovanni Giacomo (secolo XVII) - capitano di fanteria in servizio nell'esercito lombardo[1]
- Giacomo Ottaviano Francesco (1619-1703) - capitano di cavalleria in servizio nell'esercito lombardo[1]
- Giovanni Tommaso (1634-1681) - capitano di fanteria in servizio nell'esercito lombardo[1]
- Giovanni Battista Ghilini (?-1680) - capitano di fanteria in servizio nell'esercito lombardo[1]
- Giovanni Ambrogio Gaspare Ottaviano Giacomo Filippo Ghilini (1663-?) - colonnello di fanteria
- Ambrogio Giovanni Maria Ghilini (1716-1792) - generale dei Dragoni

## Dimore

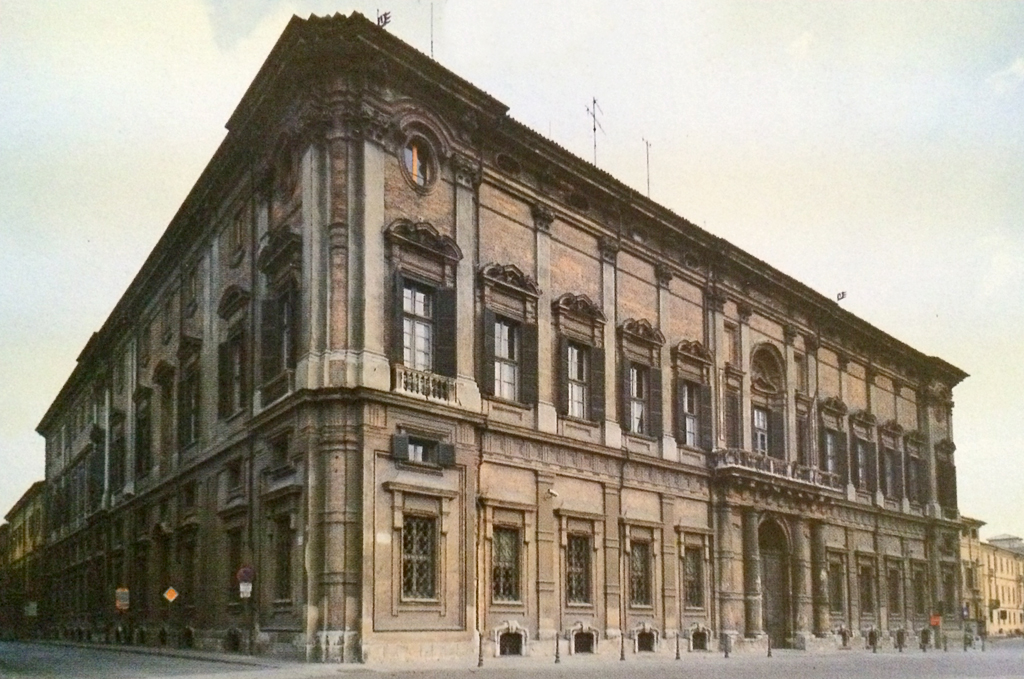
Palazzo Ghilini, Alessandria

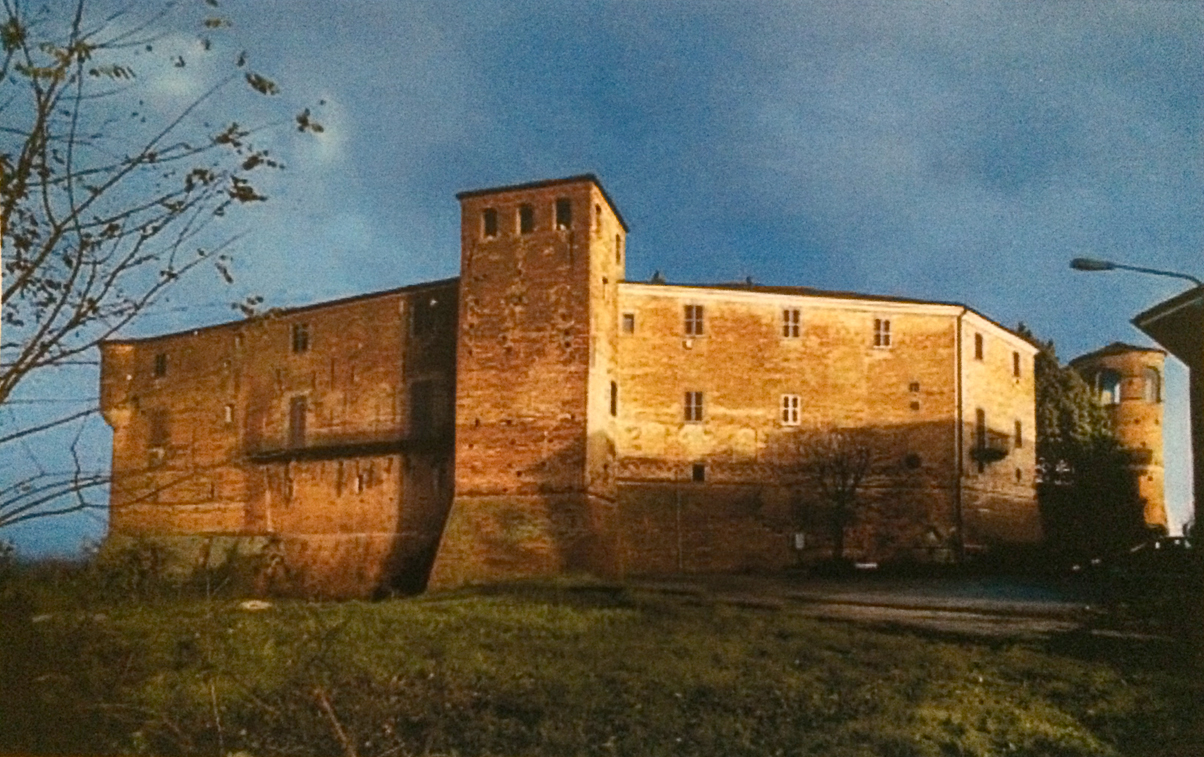
Castello di Maranzana

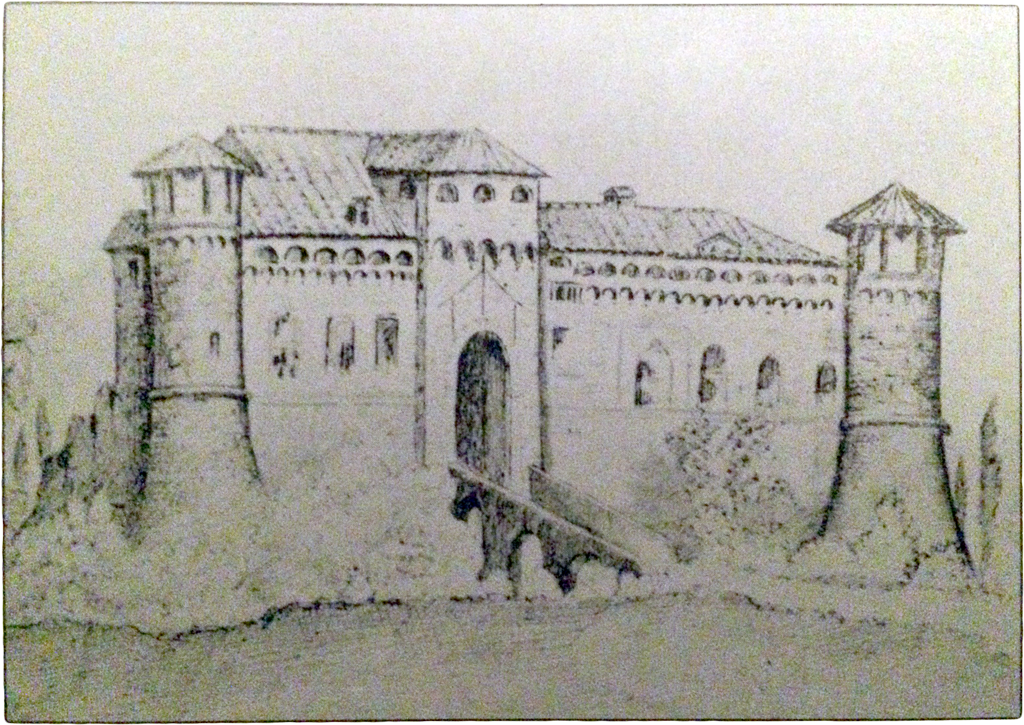
Disegno del Castello di Castelceriolo al tempo di Giuliano II Ghilini (secolo XVI)

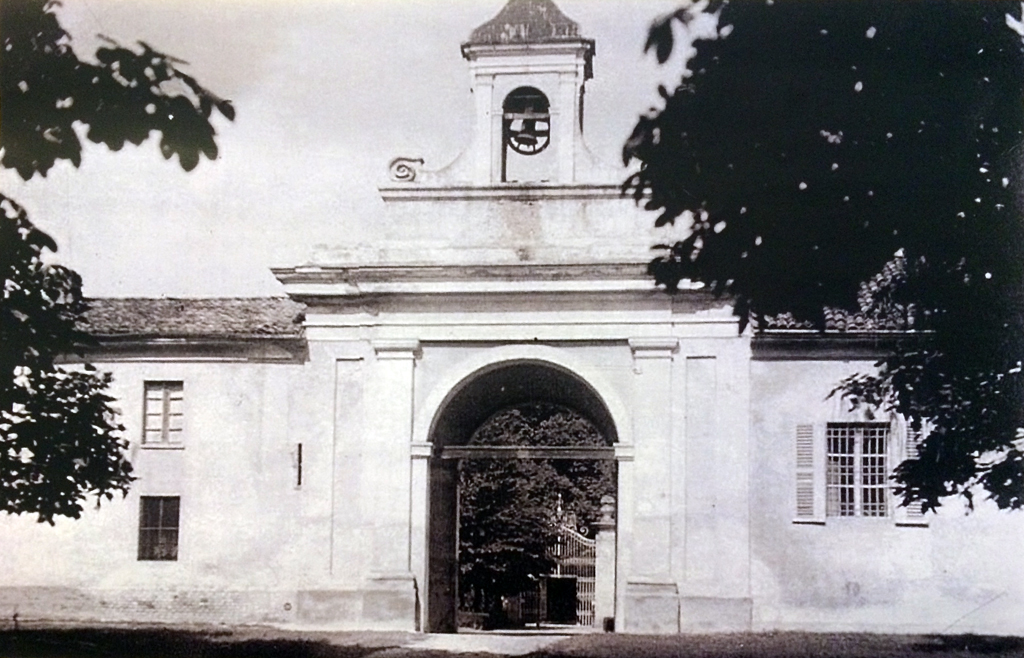
Ingresso principale della Ghilina Grossa di San Giuliano Nuovo negli anni trenta

Delle dimore costruite ed abitate dai Ghilini, si ricordano in particolare:
- Palazzo Ghilini, Alessandria. Progettato da Benedetto Alfieri;
- Castello di Maranzana (Asti);
- Castello di Castelceriolo, (Castelceriolo);
- Castello di Pavone, (Alessandria);
- Ghilina Grossa (San Giuliano Nuovo).

### Esplicative
1. ↑  Cfr. La genesi della famiglia
2. ↑  Cfr. Feudi e possedimenti della famiglia
3. ↑  Pro-memoria su Cristoforo Ghilini esistente presso l'Archivio di Stato di Milano: Indici, Registri, Lettera G., pubblicato in Rivista di Storia, Arte, Archeologia della Provincia di Alessandria, anno 1908, pag. 609
4. ↑  Ambrogio Maria Ghilini ebbe i seguenti titoli ed incarichi:
IV Marchese di Maranzana, IV Conte di Rivalta, III Marchese di Sezzé e Gamalero (1767), Decurione di Alessandria, Ufficiale del Regio Esercito Sardo (1775), Gentiluomo di Bocca del Re di Sardegna (1778), Primo Scudiere della Duchessa di Aosta (1789), Tenente Colonnello del Reggimento Provinciale di Tortona del Regio Esercito Sardo (1792), Nobile di Alessandria e Tortona, Comandante delle Compagnie di Onore del Dipartimento di Marengo (1807), Vice Presidente del Collegio Elettorale del Dipartimento di Marengo (1808), Cavaliere della Legion d'Onore (1809), Conte dell'Impero Francese (1810), Presidente del Collegio Elettorale del Dipartimento di Marengo (1811), Ufficiale della Legion d'Onore (1811), Ciambellano dell'Imperatore dei francesi (1811), Colonnello del Reggimento Provinciale di Tortona del Regio Esercito Sardo (1815), Maggior Generale dell'Esercito Sardo (1816), Governatore Interinale della Città e della Contea di Nizza Mare (1817), Comandante della Divisione di Novara del Regio Esercito Sardo (1818), Sindaco di Prima Classe di Alessandria (1818-1823), Comandante Generale delle Milizie della Divisione di Alessandria (1819), Cavaliere di Gran Croce dell'Ordine dei Santi Maurizio e Lazzaro (1820), Membro della Giunta di Stato del Regno di Sardegna (1821), Capo della Provincia di Alessandria dell'Ordine Mauriziano (1831)
5. ↑  
ALLA PORTA DEL TEMPIO
Ambrosio Mariæ Ghilini, ex marchion. Maranz. Sexap. et Gamal. comit. Ripaltæ, ab Augustiss. Sardin. Rege in Equites magn. cruc. ord. SS. Maur. et. Lazari, nec non maior. Agnm. duces militiæque Alexandr. divis. magistros comuni plauso adscito, vetusta patricia nobilitate conspicabili, qui cunctas sibi stirpitus infixas virtutes iugi in Deum cœlitesque religionis et pietatis exercitio, mirifica in egenos maxime pudibundos liberalitate, in omnes humanitate, integritudine, magnificentia, ad supremum usque diem reddidit fulgidiores, honores et munera egregie perfuncto, acerbissimo funere XVIII kal. Jan. an. MDCCCXXXII, iustis undique exorientibus lacrymis, bonorum votis erepto, pientes inclitæ familiæ superstites, non ex inan. ostentat., sed intimo naturæ gratique animi sensu, XIX kal. febr. an. MDCCCXXXI sponso ac parenti amatissimo inferius iterum rependunt mœstivsime.

IN FRONTE AL SARCOFAGO

Ricchi, poveri, abitanti, foresi, piangete la perdita comune: la moglie, la figlia, i nepoti rendono i legittimi suffragi del dì trigesimo all'ottimo sposo, al più tenero dei padri, all’avo dolcissimo don Ambrogio Maria Ghilini: pregate a lui da Dio la sempiterna letizia dei giusti: visse anni LXXVI, ma pochissimo all’universale desiderio.

AL LATO DESTRO

Il marchese don Ambrogio Maria Ghilini patrizio alessandrino, cavaliere di gran croce, capo della provincia dell’ordine equestre dei SS. Maurizio e Lazzaro, già scudiere della regina Maria Teresa d’Austria, colonnello del reggimento di Tortona, fece la guerra delle alpi sotto Vittorio Amedeo III, segui Carlo Emmanuele IV in Sardegna, richiamato in patria dal cessato governo, fu ciambellano alla corte imperiale di Francia. Restituito il sovrano al Piemonte, promosso al grado di maggior generale, venne eletto al governo interinale di Nizza, poi al comando della divisione di Novara, per ultimo comandante delle milizie di questa divisione.

IN FACCIA ALL'ALTARE

Benemerito cittadino, la patria il volte più colte sindaco, gli spedali, gli ospizii, le carceri ed ogni sorta di pie instituzioni, capo in tutte desideratissimo, carissimo, provarono la sua generosa liberalità: la povertà vergognosa lo ebbe a padre comune e rifugio nelle affannose sue necessità. Oh! sorgano uomini che lo imitino e lo pareggino nell’uso delle ricchezze in pro de' loro simili.

DAL LATO SINISTRO

Mirabile per soavità di costumi e di parole, splendido nelle maniere e nella vita, sempre che poté giovare, il fece con amorevolezza e di buon grado: amava tutti per la bontà del suo cuore: fu di animo forte e generoso, di perspicace ingegno e di maturo consiglio: de' studii botanici amantissimo: questa accademia l’ebbe tra' suoi: arse di somma pietà e di sincera divozione in Dio. Anima informata ad ogni virtù, durerà cura alla patria la tua ricordanza.
6. ↑  Su questi feudi ebbe piena disponibilità di castelli, possessioni, molini e dazi a essi pertinenti. La donazione sancì che i feudi venissero separati dalla giurisdizione della città di Alessandria nella quale Simonino era domiciliato. Borgoratto e Gamalero si aggiunsero così ai possedimenti di cui Simonino Ghilini era già proprietario: un mulino con i terreni attigui nei pressi di Vaprio ai quali si aggiunsero quelli di Castelceriolo.
7. ↑  Così chiamato quella parte della Fraschetta per essere il territorio di caccia di Filippo Maria Sforza, fratello di Ludovico il Moro, ricco di boscaglia nelle vicinanze della parrocchia di San Giuliano di Alessandria (Cfr. San Giuliano Nuovo e San Giuliano Vecchio)
8. ↑  La cascina era una proprietà di Filippo Maria Sforza fratello di Lodovico. Così, per questo motivo, venne chiamata "La Filippona"
9. ↑  Figli di Gian Giacomo Ghilini (?-1612), segretario del Senato di Milano e suo fratello
10. ↑  i Ghilini erano comparsi quali proprietari fondiari ancor prima di vantare titoli feudali su Sezzadio sino da quando Giacomo Ottaviano era stato ripagato di un prestito concesso nel 1689 a tal Giacomo Cortona con un terreno
11. ↑  Nominato da Filippo Maria Visconti
12. ↑  Figlia di Pietro e Maria Ghilini del fu Giuliano morto nel 1474
13. ↑  Nominato da Carlo VI di Francia

### Bibliografiche
1. ↑  Cfr.  Giulio Ieni, La cattedrale antica, su diocesialessandria.it, Diocesi di Alessandria, 1988. URL consultato il 1º marzo 2015 (archiviato dall'url originale il 9 febbraio 2015).
2. ↑   Carlo A-Valle, Libro VI, in Storia di Alessandria, volume IV, Tip. Falletti, Torino, 1885,  p. 348.
3. ↑   Girolamo Ghilini, Origine et homini illustri della Famelia de Ghilini, Alessandria, secolo XVII.
4. ↑   Tommaso Santagostino, Settecento in Alessandria, Storia - Politica - Letteratura - Arte - Cronache e documenti inediti, Alessandria, Tip. Ferrari-Occella, 1842,  p. 268.
5. ↑   G.B. di Crollanza, Dizionario Storico Blasonino delle Famiglie Nobili e Notabili Italiane, Pisa, 1886.
6. ↑   Pompeo Litta Biumi, Tavola I, in Famiglie Celebri Italiane, volume IV, Alessandria, 1842.
7. ↑   Francesco Guasco di Bisio, Tavole genealogiche di famiglie Nobili alessandrine e monferrine dal secolo IX al secolo XX, volume VI, Casale Monferrato, Tip. Coop. Bellatore, 1930.
8. ↑   Francesco Gasparolo, Vittorio Amedeo Ghilini - sec. XVIII, in Rivista di Storia, Arte, Archeologia della Provincia di Alessandria, Alessandria, Tip. G. Jaqueroud Figli, 1898.
9. ↑   Giuseppe Aldo di Ricaldone, Annali del Monferrato, volume I,  p. 87.
10. ↑  Francesco Guasco di Bisio, op. cit., tav 1
11. ↑   Giuseppe Antonio Chenna, Del Vescovato de' Vescovi e delle chiese della Città e Diocesi d'Alessandria, Tomo primo, Libro quarto, Alessandria, Ignazio Vimercati Stampatore, 1785,  p. 216.
12. ↑  Giuseppe Antonio Chenna, op. cit., pag. 218
13. ↑  Carlo A-Valle, op. cit., pag. 371; Giovan Battista di Crollalanza, op. cit.
14. ↑  Giuseppe Antonio Chenna, op. cit., pag. 220
15. ↑  Carlo A-Valle, op. cit., pp. 351, 352
16. ↑  Francesco Guasco di Bisio, Tavole genealogiche di famiglie nobili Alessandrine e Monferrine dal secolo IX al XX, volume VI, tavola IX.
17. ↑   Lucio Bassi, Ghilini. Il palazzo e la sua storia, Alessandria, Provincia di Alessandria, 1989,  p. 13.

1. 1 2 3 4 5  Cfr. rif. bibl. in calce, opera di Davide Maffi